# Mario Eusebio Mestril Vega
Mario Eusebio Mestril Vega (ur. 5 marca 1940 w Nuevitas) – kubański duchowny rzymskokatolicki, w latach 1996-2017 biskup Ciego de Avila.

## Życiorys
Święcenia kapłańskie przyjął 4 sierpnia 1964. 16 listopada 1991 został prekonizowany biskupem pomocniczym Camagüey ze stolicą tytularną Cediae. Sakrę biskupią otrzymał 9 lutego 1992. 2 lutego 1996 został mianowany biskupem Ciego de Ávila. 8 lipca 2017 przeszedł na emeryturę.